# Fan Wastani
Fan Wastani (arab. فان وسطاني) – wieś w Syrii, w muhafazie Hama. W 2004 roku liczyła 847 mieszkańców.